# Dylan McDermott
Dylan McDermott (tên khai sinh: Mark Anthony McDermott; sinh ngày 26 tháng 10 năm 1961) là một diễn viên người Mỹ.

## Giải thưởng
| Năm  | Giải thưởng                           | Hạng mục                                                 | Đối tượng đề cử                     | Kết quả   |
| ---- | ------------------------------------- | -------------------------------------------------------- | ----------------------------------- | --------- |
| 1998 | Viewers for Quality Television        | Best Actor in a Quality Drama Series                     | The Practice                        | Đề cử     |
| 1999 | Golden Globe Awards                   | Best Actor – Television Series Drama                     | The Practice                        | Đoạt giải |
| 1999 | Primetime Emmy Awards                 | Outstanding Lead Actor in a Drama Series                 | The Practice                        | Đề cử     |
| 1999 | Satellite Awards                      | Best Actor – Television Series Drama                     | The Practice                        | Đề cử     |
| 1999 | Screen Actors Guild Awards            | Outstanding Performance by an Ensemble in a Drama Series | The Practice                        | Đề cử     |
| 1999 | Television Critics Association Awards | Individual Achievement in Drama                          | The Practice                        | Đề cử     |
| 2000 | Golden Globe Awards                   | Best Actor – Television Series Drama                     | The Practice                        | Đề cử     |
| 2000 | Satellite Awards                      | Best Actor – Television Series Drama                     | The Practice                        | Đề cử     |
| 2000 | Screen Actors Guild Awards            | Outstanding Performance by an Ensemble in a Drama Series | The Practice                        | Đề cử     |
| 2000 | Viewers for Quality Television        | Best Actor in a Quality Drama Series                     | The Practice                        | Đề cử     |
| 2001 | Golden Globe Awards                   | Best Actor – Television Series Drama                     | The Practice                        | Đề cử     |
| 2001 | Screen Actors Guild Awards            | Outstanding Performance by an Ensemble in a Drama Series | The Practice                        | Đề cử     |
| 2004 | Prism Awards                          | Best Performance in a Theatrical Feature Film            | Wonderland                          | Đề cử     |
| 2012 | San Diego Film Critics Society Awards | Best Performance by an Ensemble                          | The Perks of Being a Wallflower     | Đoạt giải |
| 2012 | Saturn Awards                         | Best Actor on Television                                 | American Horror Story: Murder House | Đề cử     |
| 2015 | People's Choice Awards                | Favorite Actor in a New TV Series                        | Stalker                             | Đề cử     |